# Auguste Hargus

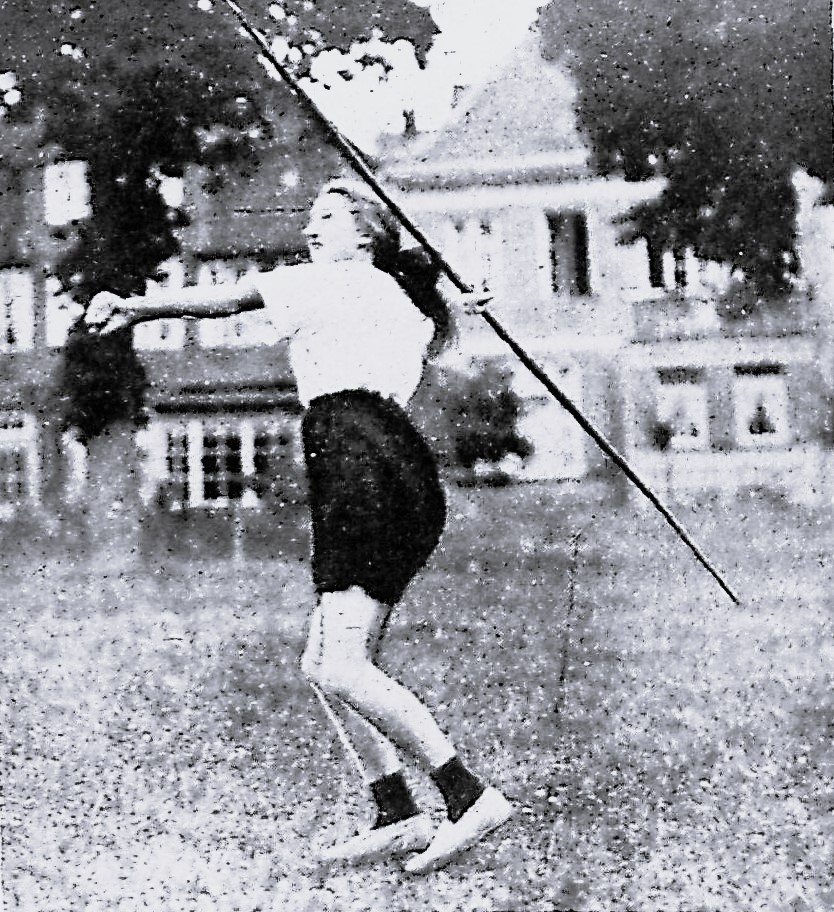
Auguste Hargus (1927)

Auguste Hargus (Porträtzeichnung von Emil Stumpp, 1930)

Auguste „Guschi“ Hargus (auch Augustine Hargus, * 15. November 1909 in Lübeck; † 2. Januar 1995 ebenda) war eine deutsche Leichtathletin, die in den 1920er Jahren bis 1930 eine erfolgreiche Speerwerferin war.
Sie war deutsche Meisterin im Speerwurf in den Jahren 1926, 1927 und 1930.
Bei den internationalen Frauenwettkämpfen in Berlin verbesserte sie die von der Polin Lonta aufgestellte Weltbestleistung im Speerwurf um mehr als 4 Meter auf 37,575 m.
Bei den Frauen-Weltspielen 1930 erreichte sie Platz zwei (40,99 m).
1927 und 1928 stellte sie drei Weltrekorde auf:
- 37,575 m, 12. Juni 1927 in Berlin
- 38,36 m, 30. Juni 1928 in Bremen (inoffizieller Weltrekord)
- 38,39 m, 18. August 1928 in Berlin

Auguste Hargus gehörte dem Sportverein LBV Phönix Lübeck an, für den sie später auch Hockey spielte; zwölfmal wurde sie bis 1939 in die Hockey-Nationalmannschaft berufen. Bei einer Größe von 1,71 m hatte sie ein Wettkampfgewicht von 65 kg.
Für ihre langjährigen sportlichen Leistungen erhielt sie am 19. April 1951 das Silberne Lorbeerblatt.